# Шыныбеков, Дамир Абдухалиевич
Шыныбеков, Дамир Абдухалиевич (каз. Дамир Абдухалиұлы Шыныбеков; 11 августа 1977, Аркалык, Костанайская область) — бывший ректор Международного университета информационных технологий (МУИТ) Республики Казахстан (с 2009 по 2019), доктор экономических наук, депутат Маслихата Бостандыкского района города Алма-Аты. С 29 мая 2019 арестован, подозревается в присвоении или растрате чужого имущества в особо крупном размере.

## Образование
Образование: Таразский государственный университет имени М. Х. Дулати.
Повышение квалификации:
- в Дрезденском техническом университете
- в Университете Международного Бизнеса
- в Российском агентстве поддержки малого и среднего бизнеса
- в Центре Современной Педагогики Монреаль

Опубликовано 76 статей.

## Трудовая деятельность
- с августа по декабрь 1998 года — Преподаватель, ТарГУ им. М.Дулати
- с сентября 1999 по январь 2003 года — Заместитель декана, Казахско-Американский университет
- с марта 2001 по сентябрь 2002 года — Старший преподаватель, КазЭУ им. Т.Рыскулова
- с июля 2002 по август 2003 года — Научный сотрудник НИИ ФБМ КазЭУим. Т.Рыскулова
- Член экспертной комиссии по разработке Бюджетного Кодекса РК
- с октября 2002 по август 2003 года — Проректор, Казахский академический университет
- с августа 2003 по октябрь 2004 года — Декан факультета, Университет международного бизнеса
- с сентября 2004 по октябрь 2006 года — Доцент кафедры, Университет международного бизнеса
- с октября 2004 по июль 2005 года — Директор, ТОО «UIB-Consulting»
- с августа 2005 года по март 2009 года — Декан факультета, Университет международного бизнеса
- с апреля 2009 по июль 2019 года — Ректор, Международный университет информационных технологий
- c 29 мая 2019 года арестован по подозрению в присвоении или растрате чужого имущества в особо крупном размере[3].

## Сведения об общественной деятельности
- с 2017 года — депутат Маслихата Бостандыкского района города Алматы;
- с 2016 года — Член Управляющего Комитета автономного кластерного фонда «Парк информационных технологий»;
- с 2016 года — Член Общественного Совета города Алматы ;
- с 2016 года — Президент "ОЮЛ «Национальная студенческая лига по футзалу»;
- с 2015 года — Член Политсовета партии «Нур Отан» Бостандыкского филиала города Алматы;
- с 2014 года — Член ВНТК ННС (Высшая научно-техническая комиссия при Комитете науки МОН РК);
- с 2013 года — избран академиком Международной академии информатизации (Москва)
- с 2012 года — является академиком Международной Академии Телекоммуникаций (Москва);
- с 2012 года — является академиком Международной Академии Связи (МАС) (Москва)
- с 2012 года — избран действительным членом Международной Академии Информатизации (Алматы)

## Награды
Правительственные награды:
- Медаль к «25-летию Независимости Республики Казахстан»
- Медаль к «20-летию Конституции Республики Казахстан»
- Медаль к «20-летию Независимости Республики Казахстан»[4]
- Обладатель государственного гранта «Лучший преподаватель вуза» на 2007 год МОН РК
- Кавалер ордена «Курмет»
- почётная грамота МОН РК,
- благодарственное письмо АИС РК,
- почётная грамота АО НИКХ «Зерде».